# 大滝友梨亜
大滝 友梨亜（おおたき ゆりあ、1995年〈平成7年〉4月21日 - ）は、イベント出演やYouTubeやSHOWROOMなどで活動している日本のタレント。女性アイドルグループNGT48の元研究生。2020年4月3日「乙女模様」でCDデビューを果たす。
新潟県新潟市出身。

## 人物
- 趣味は漫画、アニメ観賞、お笑い鑑賞、ゲーム実況鑑賞。好きなアニメは鬼滅の刃[1]、うたの☆プリンスさまっ♪[2]、王様ランキング、私の夫と結婚して(LINEマンガ)。
- 特技は料理。好きな食べ物はサーティワンのジャモカアーモンドファッジ。スイカバー。どん兵衛。カップヌードルはチリトマト派。日本酒は冷が好き。マクドナルドのダブル肉厚ビーフ。
- 嫌いな食べ物はトマト、漬け物、お弁当。カントリーマアムはあまり好きではないが、チョコまみれはそこそこ好き。
- 飼っているペットは猫1匹(キルアくん)。
- 好きなサンリオキャラはクロミ。好きなポケモンはゲンガー。
- 雷が苦手。
- 負けず嫌いの頑張り屋さん。
- 手が小さくて箸以上のものはあまり持てない。

## 現在の主な活動内容
- SHOWROOM
  - 2018年10月31日　現在のアカウントで初配信。
  - 2018年　毎日配信開始
  - 2019年　ベストドレッサー賞受賞[3]。
  - 2021年3月、ＶＳ島田秀平！アイドルとお怪談めぐりの出演権獲得。
  - 2021年5月、ウドちゃんが行く　驚き！発見！ラーメン探訪の出演権獲得。
  - 2021年8月30日、毎日配信連続1000日達成[4]。
  - 2021年10月、ROOP TOKYOの公式ファッションモデルの権利獲得。
  - 2022年10月、TamTam秋葉原店公式応援大使の権利獲得。
  - 2022年11月、名古屋映え！の出演権獲得。
  - 2022年12月、なんでかんで見っせ！の出演権獲得。
  - 2023年1月13日　毎日配信連続1500日達成。
  - 2023年2月、いろどりナビ　釣具のイシグロの取材リポーターの出演権獲得。
  - 2023年4月、内緒にしておけない！？“隠れ名物”第8弾！福島×新潟 珍道中の出演権獲得。
  - 2023年7月、日本テレビ系列・地上波番組リポーター出演オーディション！（トレンドラボ）の出演権獲得。
  - 2023年8月、【2023年サンリオキャラクター大賞連動】クロミアンバサダー決定戦にて2023年クロミアンバサダーに就任決定。

- YouTube
  - 新潟の各地を廻って新潟の情報を発信。
  - YouTubeライブで新潟県の各地から音楽ライブを毎月実施。

- onlylive（オンリーライブ）
  - オンライン通話会を毎月数回実施。

- 個人撮影会
  - 写真撮影やトークができる撮影会を毎月数回実施。写真をSNSに掲載するには許可が必要で、チェック期間は1,2か月程度。

- イベント主催
  - 2023年6月18日、大滝友梨亜「爆誕祭 28歳になりました。-トーク＆mini LIVE-」開催(出演者:大滝友梨亜、タカハシナオト、髙橋真生、渡邉歩咲)
  - 2023年8月13日、大滝友梨亜＆髙橋真生＆渡邉歩咲?夏祭りパーティin新潟?第4部は髙橋真生生誕パート開催(出演者:大滝友梨亜、髙橋真生、渡邉歩咲)

## 来歴
2015年7月25日、NGT48第1期生オーディションに合格。
2017年10月31日、NGT48を卒業。
2018年、事務所のNEW BRiGHT PRODUCTIONに所属。
2018年10月31日に現在のアカウントでSHOWROOMの初配信し、少し期間をおいて2018年内から毎日配信をスタート。(2023年も毎日配信継続中)
2020年4月3日、ソロデビューシングル「乙女模様」をリリース。
2021年4月21日、オリジナルマスク販売（完売により販売終了）。
2022年12月31日をもって、事務所のNEW BRiGHT PRODUCTIONを退所。
2023年1月、フリーで活動開始。
2023年6月18日、主催イベントで新曲「一緒」「恋は高速通信」を初披露。
2023年6月21日、主催イベントで販売したオリジナルのTシャツとペンライトのグッズをオンラインショップにて販売開始。
2023年9月17日、【2023年サンリオキャラクター大賞連動】クロミアンバサダーに就任。

## 出演

### テレビ
- HKT48 vs NGT48 さしきた合戦（2016年1月12日 - 3月29日、日本テレビ）
- NGT48のにいがったフレンド!（2017年1月17日 - 2019年3月26日、テレビ新潟）
- 早ミミ探検隊（越後さくら酒造編：2019年3月19日、ＡＢＣマート編：2019年4月9日、株式会社ダイセル編：2019年4月16日、新潟テレビ21）
- 山形・福島・新潟　ウドちゃんが行く　驚き！発見！ラーメン探訪６（2021年10月20日、BSN新潟放送）[9]
- 勇者の歌声　?魂と絆のオーディション?　ドラゴンクエスト ダイの大冒険　-魂の絆-（2021年10月27日、テレビ東京）[10]
- 名古屋映え！（2022年12月26日、テレビ愛知）
- なんでかんで見っせ！（2023年1月19日、テレビユー福島）
- いろどりナビ(釣具のイシグロ取材リポーター)（2023年3月26日、静岡朝日テレビ）
- 内緒にしておけない！？“隠れ名物”第8弾！福島×新潟 珍道中（2023年6月3日、新潟テレビ21、KFB福島放送）
- 夕方ワイド新潟一番 フリップボードSHOW（2023年6月20日、テレビ新潟）
- トレンドラボ（2023年8月5日、テレビ新潟）

### ラジオ
- NGT48のみんな神対応!! ラジオあくしゅ会!!（2015年10月2日 - 2019年3月27日、FM-NIIGATA）
- PORT DE NGT（2015年10月3日 - 2019年3月30日、FM PORT）
- NGT48のガチ!ガチ?総選挙（2016年2月1日 - 3月21日、BSNラジオ）
- NGT48のガチ!ガチ?カウントダウン!（2016年3月28日 - 2019年3月25日、BSNラジオ）
  - NGT48のガチ!ガチ?トーク（2016年2月1日 - 2019年3月25日、BSNラジオ）
- FM-NIIGATA　SOUND　SPLASHゲスト出演（2018年11月20日、FM-NIIGATA）
- ＶＳ島田秀平！アイドルとお怪談めぐり（2021年3月26日、SBC信越放送）
- 原宿美少女×表参道美女（2022年2月4日、神宮前ラジオ）
- Gottcha!!（2023年5月1日、FM-NIIGATA）[11]

### イベント
- NSTまつり2015（2015年9月26日、NST本社 / 万代シテイ）
- WJBLオールスター2016 in 新潟 ハーフタイムショー（2016年1月16日、長岡市シティホールプラザアオーレ長岡）
- とまつ衣裳　卒業式晴れ着　モデル（2019年5月）
- 新潟人狼夏祭り（2019年8月）
- にいがたパフォーマーズフェスティバル2020　トークショー出演（2020年7月24日）[12]
- メイドインにいがた「防災・新型コロナ対策展」YouTube生配信番組に出演（2020年12月12日）[13]
- 即興コントステージHALLOWEEN PARTY SPに出演（2021年10月31日）[14]
- メイドインにいがた防災・新型コロナ対策展 in 防災道の駅あらい（2021年11月28日）[15]
- ハンドメイドスイーツオークション（2022年2月5日）
- 大滝ゆりあ・高橋まうWHITE DAY SPECIAL EVENT ?トーク&特典会?（2023年3月12日、M smileBOX渋谷）
- 八千代の杜住宅公園　住宅購入トークショー（2023年4月29日、八千代の杜住宅公園）[16]
- 東京産食材フェア（2023年5月1日～5月5日、新潟ふるさと村）
- 大滝友梨亜「爆誕祭 28歳になりました。-トーク＆mini LIVE-」（2023年6月18日、新潟ジョイアミーア）
- 大滝友梨亜＆髙橋真生＆渡邉歩咲?夏祭りパーティin新潟?第4部は髙橋真生生誕パート（2023年8月13日、新潟ジョイアミーア）
- New Comer Special Live vol.7（2023年9月23日）[17]
- サンリオキャラクター大賞連動 クロミアンバサダー就任記念?ファンミーティング（2023年9月24日、サンリオキャラクターズガーデンカフェ）
- 縄文の里音楽祭（2023年10月8日、縄文の里朝日）[18]

### CM・広告
- レジーナリュクシー
  - REGINA×NGT48 スペシャルコラボムービー（2015年10月9日 - 終了日不詳）
- 菊水酒造『菊水×NGT48』（2016年6月17日 - 2019年2月28日）
  - グラフィックギャラリー（2016年6月17日 - 2019年2月28日）
- ソフトバンクモバイル株式会社TVCM　年始初売り（新潟）編（2019年）
- ROOP TOKYOの公式ファッションモデル（2021年12月15日 - 2022年1月31日）
- 株式会社リリーフセキュリティTVCM・PR大使（2023年 -）

## ディスコグラフィー

### 配信限定シングル
| #   | 発売日        | タイトル           | 収録曲                                                                        |
| --- | ------------- | ------------------ | ----------------------------------------------------------------------------- |
| 1st | 2020年4月3日  | 乙女模様           | 1. 乙女模様 作詞：うじたまい 作曲：HIDE                                       |
| 2nd | 2023年6月18日 | 一緒、恋は高速通信 | 1. 一緒 作詞・作曲：タカハシナオト 2. 恋は高速通信 作詞・作曲：タカハシナオト |